# بورکی-کوشورکی
بورکی-کوشورکی (به لهستانی:  Borki-Kosiorki) یک روستا در لهستان است که در گمینا ویشنگو واقع شده‌است. بورکی-کوشورکی ۱۵۴ نفر جمعیت دارد.